# Радчицька сільська рада
Радчицька сільська́ ра́да (біл. Радчыцкі сельсавет) — адміністративно-територіальна одиниця у складі Столинського району Берестейської області Білорусі. Адміністративний центр — село Радчицьк.

## Склад
Населені пункти, що підпорядковувалися сільській раді станом на 2009 рік:
| Населений пункт | Тип  | Населення, осіб (2009) |
| --------------- | ---- | ---------------------- |
| Великий Ліс     | село | 85                     |
| Колодне         | село | 481                    |
| Овсемирово      | село | 295                    |
| Пониж'я         | село | 45                     |
| Радчицьк        | село | 535                    |

## Населення
За переписом населення Білорусі 2009 року чисельність населення сільської ради становила 1441 особа.

### Національність
Розподіл населення за рідною національністю за даними перепису 2009 року:
| Національність            | Осіб | Відсоток |
| ------------------------- | ---- | -------- |
| білоруси                  | 1414 | 98,13 %  |
| росіяни                   | 16   | 1,11 %   |
| українці                  | 9    | 0,62 %   |
| національність не вказана | 2    | 0,14 %   |
| Разом                     | 1441 | 100 %    |